# 신에쓰 화학공업
신에쓰 화학공업 주식회사(信越化学工業株式会社, Shin-Etsu Chemical Co., Ltd.)는 도쿄도 지요다구에 본사를 둔 일본의 종합화학 회사이다. 도쿄 증권 거래소·나고야 증권 거래소 제1부에 상장된 회사이다.

## 역사
- 1926년 - 신에츠 질소비료를 설립하고,
- 1941년 - 현 명칭을 변경하였다.
- 1945년 - 다이도 화학공업을 합병하고.
- 1949년 - 기업공개하였으며,
- 1956년 - PVC를 생산개시 하고.
- 1957년 - 가성소다와 염소를 생산개시했다.
- 1960년 - 자회사인 신에쓰 폴리머(일본어판)를 설립한 후 포르투갈의 시레스사를 설립했다.
- 1973년 - 미국의 신텍사를 설립하고,
- 1979년 - 미국 워싱턴주에 신에츠핸드우타이·미국사를 설립했다.
- 1989년 - 현 CI를 변경한 후
- 2008년 - 세계 최대급의 영구자석식 자기회로를 개발하였다.